# Nintendo 64DD
El 64DD (Este ultimo, el acronimo de Disk Drive) es un periférico creado por Nintendo para el Nintendo 64. Fue anunciado en 1995 poco antes del lanzamiento de la consola, y a pesar de sufrir diversos atrasos, salió a la venta solamente en Japón el 1 de diciembre de 1999. Fue un fracaso en el mercado en parte por la poca claridad del periférico y porque tras el lanzamiento del PlayStation el mundo se había mudado a los CD-ROM Este periférico tuvo múltiples proyectos que posteriormente serían cancelados por el fracaso de este, quedando algunos de ellos adaptados al formato normal de la Nintendo 64 pero con las limitaciones que eso suponía.

## Historia
El 64DD fue anunciado en el evento Shoshinkai de Nintendo en 1995 (llamado actualmente como Spaceworld). No obstante, su primera aparición pública no fue hasta la siguiente edición del evento, celebrada entre el 22 y 24 de noviembre de 1996. Aunque al principio se iba a ser lanzado a finales de 1996, el lanzamiento fue retrasado varias veces y planes para un lanzamiento en Norteamérica, fueron retrasadas y finalmente canceladas.
Finalmente, el 64DD se lanzó el 1 de diciembre de 1999, exclusivamente en Japón, dentro de un paquete llamado Randnet Starter Kit que incluía seis juegos bimensuales por correo, y un año de servicio a Internet.
Anticipando que su periférico, planeado desde hace tiempo, se convertiría en un fracaso comercial, Nintendo vendió inicialmente el Randnet Starter Kit a través de la venta por correo.  Más tarde, se pusieron a la venta en las tiendas cantidades muy limitadas del periférico y sus juegos.

### Descontinuación
En octubre del 2000 se anunció la interrupción oficial de la 64DD y del servicio Randnet, cuando se informó de que había 15 000 suscriptores. Tanto el hardware como las plataformas en línea se interrumpieron en febrero de 2001. Sólo se lanzaron nueve juegos, incluidos tres juegos de terceros y un paquete de aplicaciones de Internet. La mayoría de los juegos previstos para la 64DD se lanzaron en forma de cartuchos para la Nintendo 64, ya que el tamaño de los cartuchos había aumentado, o se adaptaron a otras consolas, como la PlayStation o la Nintendo GameCube, o se cancelaron por completo.

## Hardware

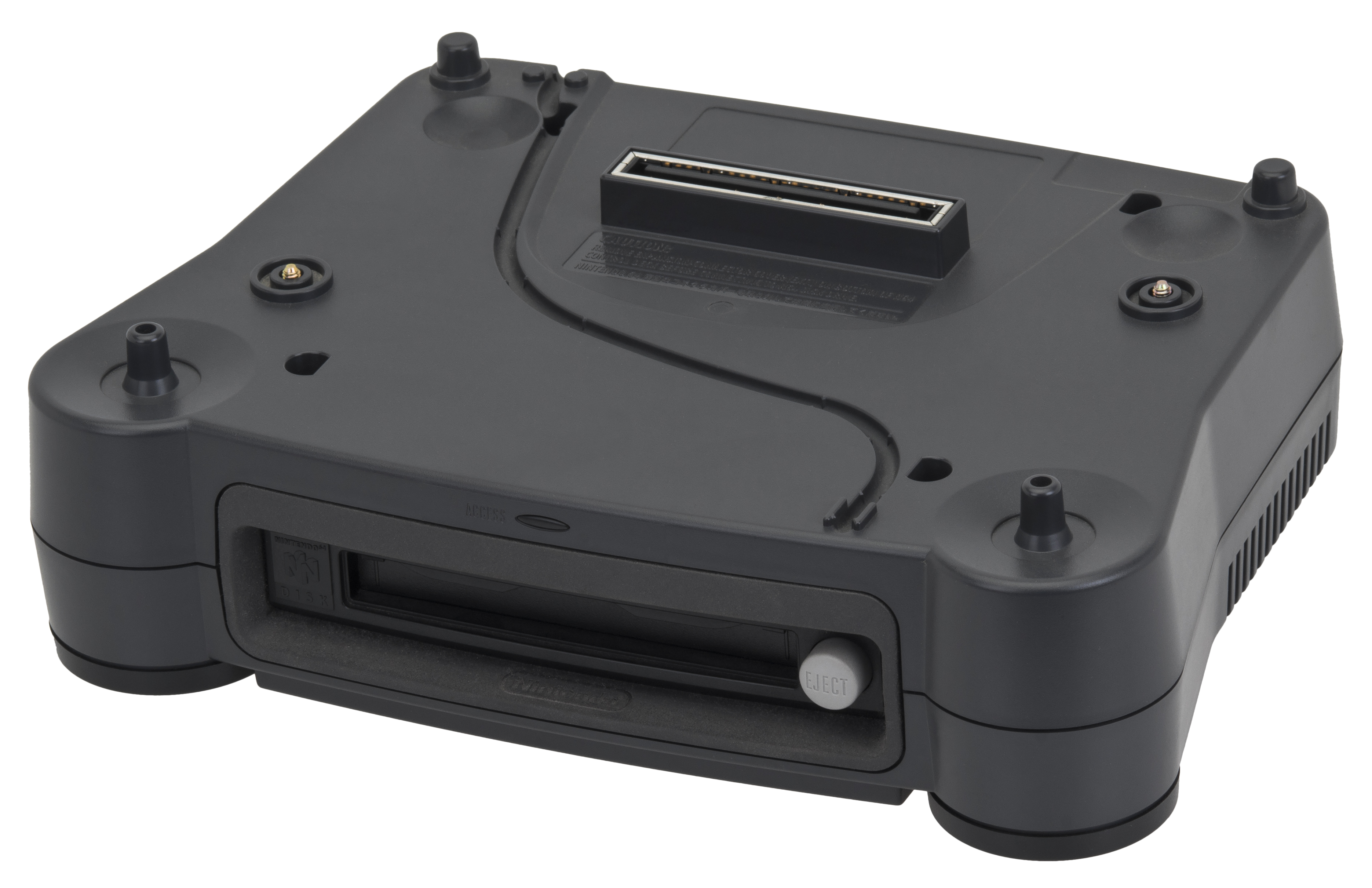
El 64DD sin una Nintendo 64 instalada.

El 64DD tenía un coprocesador de 32 bits que ayudaba a leer los discos magnéticos y transferir datos a la consola principal. Se suponía que sería la respuesta de Nintendo al sistema de Compact Disc que usaba el Sony PlayStation la cual era más barata de producir y además el CD podía almacenar 650 o actualmente 700 megabytes frente a los 256 megabits (32 megabytes) que podía almacenar el Nintendo 64 en un cartucho.
El nuevo formato de almacenamiento del 64DD era regrabable y permitía almacenar una capacidad de 64MB (megabytes). Además, los juegos del Nintendo 64 podían utilizar un cartucho del 64DD como una expansión para obtener niveles extras, minijuegos y salvar datos personales.
El dispositivo funcionaba como una unidad Zip y tenía una librería de audio mejorada para su uso en los juegos. La cubierta principal del N64 utiliza su RCP y el MIPS4300i para procesar los datos de la ranura superior para cartucho y los dispositivos de entrada y salida (E/S). Para poder utilizar el 64DD se necesitaba de un extra de 4MB de RAM para tener un total de 8MB. Además, el 64DD puede cargar por sí solo con un BIOS aparte sin necesidad de un cartucho en la ranura superior porque tenía un Sistema Operativo estándar. Más tarde, otros sistemas de Nintendo también llevarían uno propio como el Nintendo GameCube y el Nintendo DS.
El 64DD tenía su propio kit de desarrollo que funcionaba junto al kit de desarrollo de la N64.

### Accesorios
La versión lanzada del 64DD incluía un módem para conectarse a la red RANDnet, un adaptador para el audio-vídeo (que tiene un Line in y un jack hembra RCA) llamado Capture Casette para conectar al slot principal de cartuchos y un ratón que se conectaba a la entrada de los mandos.

## RANDnet
En abril de 1999, Nintendo puso fin a la asociación con St.GIGA, que había creado el servicio en línea Satellaview, propiedad de la Super Famicom, que se emitió desde el 23 de abril de 1995 hasta el 30 de junio de 2000. La compañía se asoció entonces con la empresa japonesa Recruit para desarrollar el nuevo servicio en línea propietario de la 64DD, llamado Randnet (de "Recruit and Nintendo Network"). La corporación japonesa conjunta resultante fue constituida el 30 de junio de 1999 como RandnetDD Co., Ltd.  

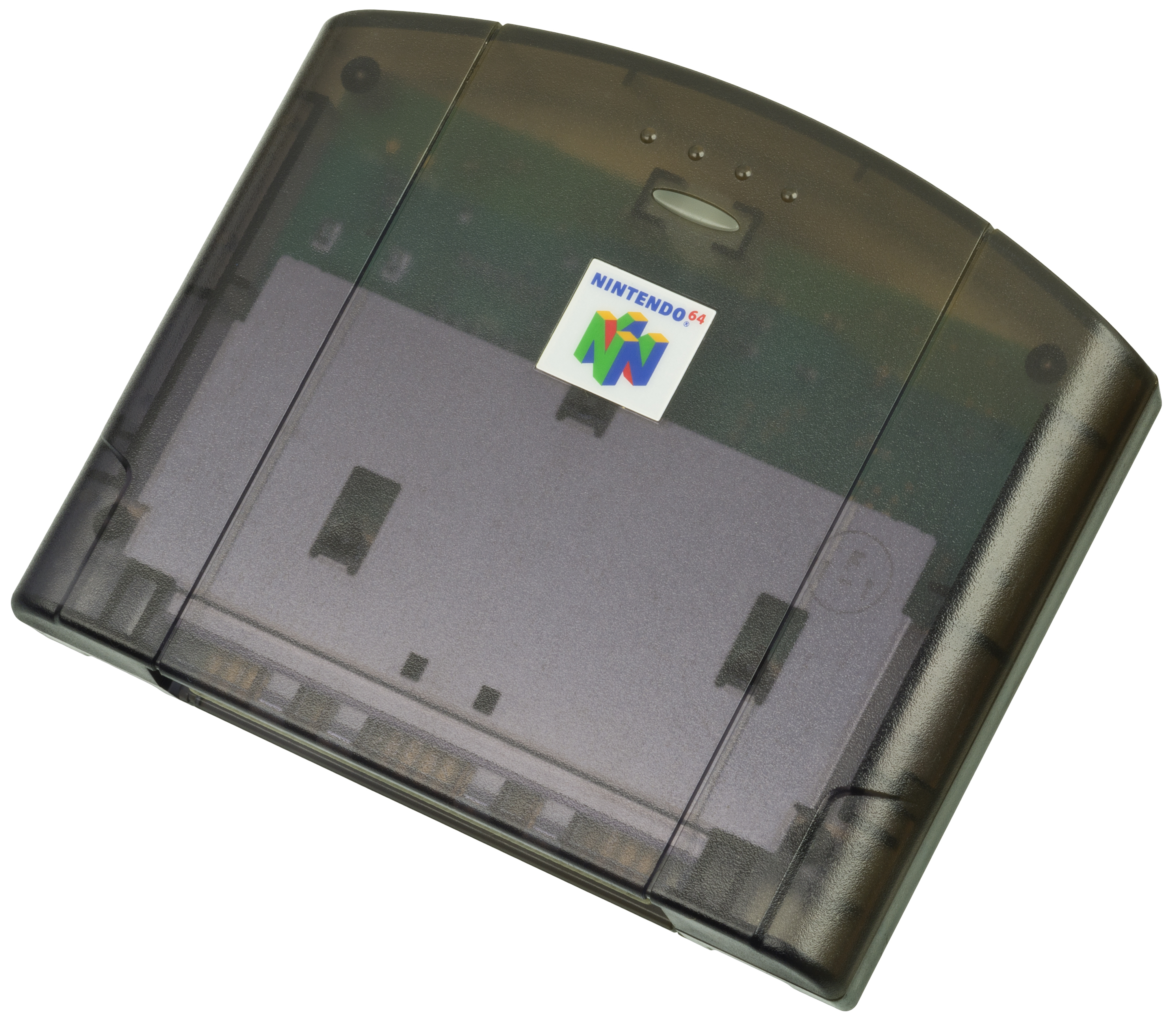
Cartucho usado para conectar al 64DD a internet.

Activo sólo en Japón, desde el 1 de diciembre de 1999 hasta el 28 de febrero del 2001, el servicio permitía a los jugadores navegar por Internet, incluyendo un portal sólo para miembros, y compartir datos de juegos generados por los usuarios. La cuota de suscripción incluía la cuenta de acceso telefónico a Internet, el hardware de la consola 64DD y un programa de entrega de discos de juegos por correo.
Como el paquete de hardware de 64DD se vendía principalmente con una suscripción obligatoria a Randnet, el servicio era bastante popular entre la limitada base de usuarios de 64DD. En general, el servicio no consiguió suficientes suscriptores para justificar su continuidad, y en octubre de 2000 se anunció su inminente cierre. La revista 64 Dream transmitió una declaración de relaciones públicas de Nintendo en la que se afirmaba que en el momento del anuncio había unos 15.000 suscriptores del servicio, lo que indicaba que se habían vendido al menos esa cantidad de unidades de hardware a los clientes. La empresa se ofreció a recomprar todo el hardware de consumo adquirido por Randnet y a dar servicio gratuito a todos los usuarios desde el anuncio del cierre hasta el día en que realmente se desconectara. El servicio se cerró el 28 de febrero de 2001 y la sociedad de capital de Nintendo con RandnetDD Co., Ltd. se liquidó del 30 de junio de 2001 al 31 de enero de 2002.

## Herencia
Debido al pequeño número de 64DD vendidas, el dispositivo es considerado un objeto muy preciado en la red teniendo altos precios en el portal de compraventa eBay, estando por encima de los $300. También se puede ver raras veces en los mercados japoneses de videoconsolas o reliquias de colección. El 64DD tuvo un éxito equivalente al Famicom Disk System o al Satellaview de la Super Nintendo.

## Software

### Lanzados

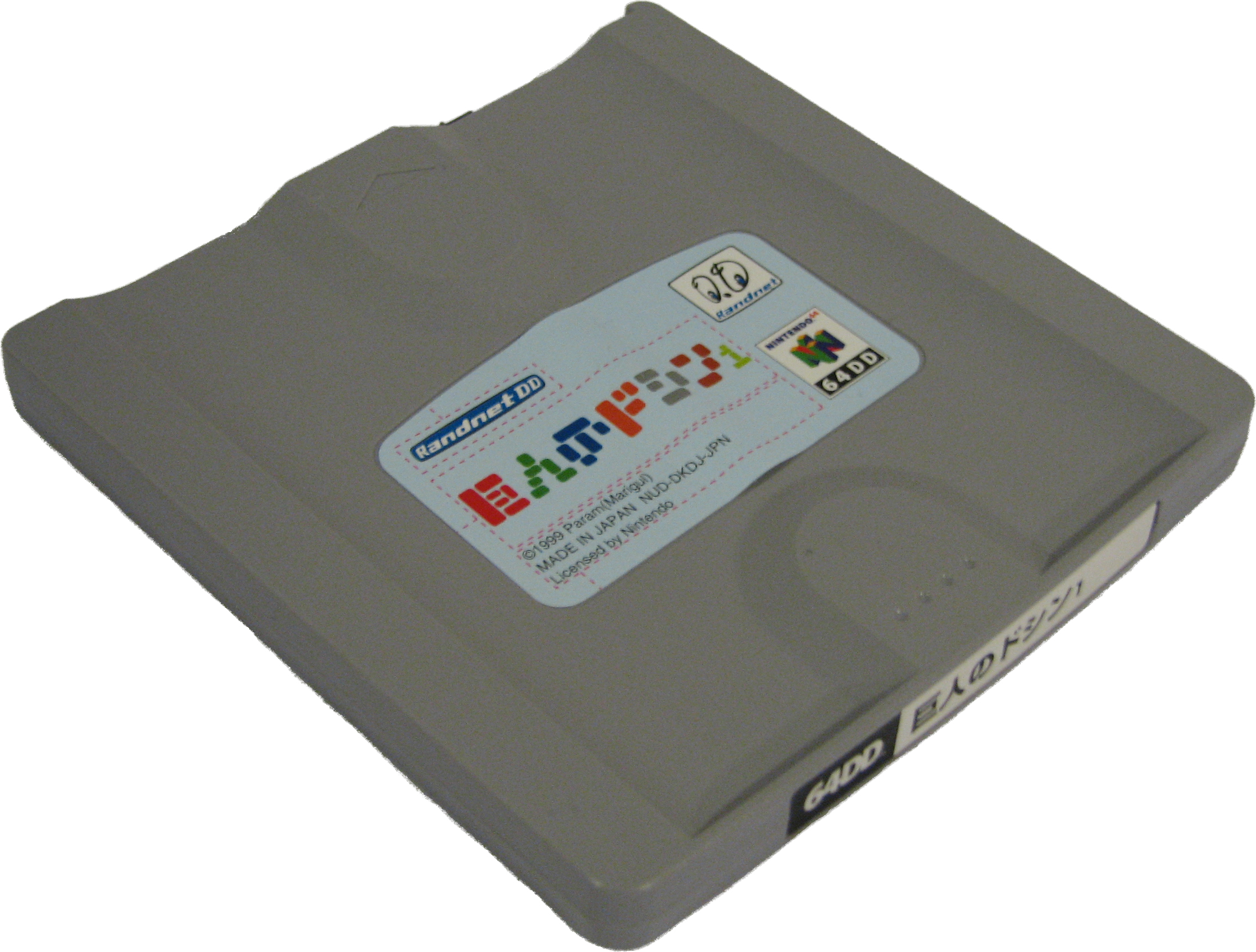
Disco magnético de Kyojin no Doshin.

Se lanzaron un total de trece discos para la 64DD, entre ellos, once juegos, un rom hack basado en Ura Zelda y un disco con la utilidad de acceder a internet.
| Título | Lanzamiento                                                                                   |
| --- | --------------------------------------------------------------------------------------------- |
| Mario Artist: Paint Studio (マリオアーティスト ペイントスタジオ)                                           | 1 de diciembre de 1999                                                                        |
| Doshin the Giant (巨人のドシン1)                                                                           | 1 de diciembre de 1999                                                                        |
| Dezaemon DD (デザモンDD)                                                                                   | 1 de diciembre de 1999                                                                        |
| Randnet Disk (ランドネットディスク)                                                                        | 23 de febrero del 2000                                                                        |
| Mario Artist: Talent Studio (マリオアーティスト タレントスタジオ)                                          | 23 de febrero del 2000                                                                        |
| SimCity 64 (シムシティー64)                                                                                | 23 de febrero del 2000                                                                        |
| F-Zero X: Expansion Kit (エフゼロ エックス エクスパンション キット)                                        | 21 de abril de 2000                                                                           |
| Japan Pro Golf Tour 64 (日本プロゴルフツアー64)                                                            | 2 de mayo de 2000                                                                             |
| Doshin the Giant: Tinkling Toddler Liberation Front! Assemble! (巨人のドシン解放戦線 チビッコチッコ大集合) | 17 de mayo de 2000                                                                            |
| Mario Artist: Communication Kit (マリオアーティスト コミュニケーションキット)                              | 29 de junio del 2000                                                                          |
| Mario Artist: Polygon Studio (マリオアーティスト ポリゴンスタジオ)                                         | 29 de agosto del 2000                                                                         |
| Super Mario 64 Disk Version (スーパーマリオ64 ディスク版)                                                  | 1 de diciembre de 1999 (cancelamiento) 27 de junio de 2014 (relanzamiento solo para emulador) |
| Zelda 64: Dawn & Dusk                                                                                      | 20 de septiembre de 2019                                                                      |

### Juegos anunciados
La Nintendo 64DD tuvo una cantidad de juegos anunciados que finalmente fueron cancelados o fueron lanzados sólo en formato cartucho. Cabe destacar que muchos juegos de los anunciados como Super Mario 64 2, The Legend of Zelda o Mother 3 eran títulos muy esperados por los consumidores, sobre todo este último en Japón. A continuación la lista de estos juegos.
- The Legend of Zelda: Ocarina of Time: Ura (Master Quest) (disco de expansión de la Ocarina of Time) (lanzado en el 2003 para la GameCube)
- Pokémon Stadium 2 (lanzado en Norteamérica, Europa y Australia como Pokémon Stadium)
- Super Mario 64 2 (varias funciones se añadieron más tarde en Super Mario 64 DS, Super Mario Galaxy y Super Mario Sunshine)
- Super Mario 64 Disk Version

(versión mejorada y port de Super Mario 64. Se dice que fue presentada en la E3 de 1997 en la que tres años después sería cancelado. Además se dice que el juego estaba en algunas tiendas en Japón. Años más tarde,en 2014,un youtuber llamado Jimmy130 encontró dicho juego en una tienda de segunda mano en Francia. El juego está disponible solamente en emuladores como Projet64)
- 7th Legion
- Banjo-Kazooie 2 (lanzado en cartucho como Banjo-Tooie)
- Cabbage
- Creator
- DD Sequencer
- Desert Island
- Dezaemon DD (el juego se dejó a medio terminar, actualmente usuarios hicieron una recreación de la versión completa[2])
- Digital Horse Racing Newspaper
- Donkey Kong World (lanzado en cartucho como Donkey Kong 64)
- Doubotsu Bancou
- Fire Emblem 64
- Final Fantasy VII (lanzado para PlayStation)
- F Zero X Expansion kit
- Gendai Dai-Senryaku: Ultimate War
- Hybrid Heaven (lanzado en cartucho)
- Jungle Emperor Leo (Kimba: The White Lion)
- Kirby 64 (lanzado en cartucho como Kirby 64: The Crystal Shards)
- Lamborghini 64 Add-On
- Mario Artist: Game Maker (posible antecesor de Super Mario Maker)
- Mario Artist: Graphical Message Maker
- Mario Artist: Sound Maker
- Mario Artist: Video Jockey Maker
- Mission: Impossible (lanzado en cartucho)
- Morita Shogi 64
- Mother 3 (EarthBound 64) (cancelado y actualmente es un juego para la Game Boy Advance con el mismo título pero diferente desarrollo)
- Mother 3.5
- Ogre Battle Saga (lanzado en cartucho como Ogre Battle 64)
- Pocket Monsters 64
- Pocket Monsters Stadium
- Pocket Monsters Stadium Expansion Disk
- Pocket Monsters RPG
- Project Cairo
- Quest 64 Add-On
- Resident Evil Zero (lanzado para Gamecube)
- Rev Limit
- Sim Copter 64
- SnowSpeeder
- Super Mario RPG 2 (lanzado en cartucho como Paper Mario)
- Superman 64 Add-On(lanzado en cartucho)
- Suu
- Unreal
- Tank
- Teo
- Tonic Trouble Add-On
- Toukon Road: Brave Spirits Add-On
- Wall Street
- Yosuke Ide's Mahjong Juku
- The Legend of Zelda 64 (iba a ser un port del cartucho The Legend of Zelda: Ocarina of Time)
- The Legend of Zelda: Gaiden (lanzado más tarde en formato cartucho como The Legend of Zelda: Majora's Mask)